# Пам'ятник Леонарду Гіршману
Пам'ятник Леонарду Гіршману — пам'ятник видатному лікарю і вченому-офтальмологу професору Леонарду Леопольдовичу Гіршману в місті Харкові, з яким пов'язаний його життєвий шлях і науково-практична діяльність.

## Загальні дані
Пам'ятник професору Леонарду Гіршману розташований на території Харківської 14-ї міської офтальмологічної клініки імені Л. Л. Гіршмана, заснованої вченим 25 березня (7 квітня) 1908 року.
Відкриття пам'ятника відбулося 9 жовтня 2009 року і присвячено до 100-літнього ювілею найстарішої очної клініки України в місті Харкові. В урочистому заході відкриття пам'ятника взяли участь також правнучка професора Вікторія Комас-Гіршман і головний офтальмолог України Сергій Риков.
Пам'ятник виконаний у співавторстві архітектором Лівшицом В. І. (дійсний член Української академії архітектури, заслужений архітектор України) та скульптором Демченком А. Н. (доцент кафедри скульптури Харківської академії дизайну).
Виготовлення і встановлення пам'ятника було здійснено винятково коштом пожертвувань меценатів з-поміж лікарів, підприємців, рядових харків'ян, міських установ. Створенню пам'ятника сприяла співпраця адміністрації лікарні з міською владою: Департаментом охорони здоров'я та соціальних питань, управлінням містобудування та архітектури Департаменту містобудування, архітектури та земельних відносин, КП «Харківсвітло», КП «Зеленбуд».

## Опис
Пам'ятник професору Леонарду Гіршману являє собою скульптурну композицію самого лікаря на повен зріст та його пацієнтки — маленької сліпої дівчинки, яка сидить на стільці та притискає до себе руку Леонарда Леопольдовича. Скульптор свідомо відійшов від традиційного помпезного втілення в пам'ятниках образів учених — його метою було показати турботливість, людяність і відкритість са́ме лікаря Гіршмана, його віддане служіння людям.
Скульптурну композицію відлито в бронзі, її висота становить 2,3 м.
П'єдестал (заввишки 1,4 м) — виконаний з граніту.